# Buřínsko 2.díl
Buřínsko 2.díl je díl vesnice Buřínsko a evidenční část obce Chocnějovice v okrese Mladá Boleslav. Nachází se 1,6 kilometru severozápadně od Chocnějovic. Osadou protéká říčka Mohelka a vede silnice II/277.

## Historie
První písemná zmínka o vesnici pochází z roku 1603.